# Sven Halvar Löfgren
Sven Halvar Löfgren (* 1. März 1910 in Varnum; † 19. Juni 1978) war ein schwedischer Arzt.
Löfgren studierte Medizin am Karolinska-Institut in Stockholm. Seine Dissertation verteidigte er 1946. Seine gesamte medizinische Karriere erfolgte am St. Görans Krankenhaus in Stockholm. 1971 erhielt Löfgren den Professoren-Titel, eine ungewöhnliche Ehre für einen außerhalb einer Universität tätigen Arzt.
Zusammen mit seinem Kollegen Holger Lundbeck beschrieb er 1946 erstmals die akute Form der Sarkoidose, als sie gemeinsam Fälle mit Erythema nodosum nachuntersuchten, die seither als Löfgren-Syndrom bezeichnet wird.

## Quelle
- Biografie Löfgrens (englisch)

1. ↑  D. Restrepo, S. Sultana, S. Divakaran, J. A. Sparks: Case 4-2025: A 41-Year-Old Man with Syncope, Ankle Swelling, and Abnormal Chest Imaging. New England Journal of Medicine 2025, Band 392, Ausgabe 5 vom 30. Januar 2025, Seiten 495–503, [DOI:10.1056/NEJMcpc2412513]

| Personendaten    | Personendaten        |
| ---------------- | -------------------- |
| NAME             | Löfgren, Sven Halvar |
| KURZBESCHREIBUNG | schwedischer Arzt    |
| GEBURTSDATUM     | 1. März 1910         |
| GEBURTSORT       | Varnum (Schweden)    |
| STERBEDATUM      | 19. Juni 1978        |